# Feodossia Solovaïa
Feodossia Mikhaïlovna Solovaïa (Феодосия Михайловна Соловая), en religion Paraskeva Solovaïa (on trouve aussi la variante Pelaguéïa), morte en 1621, fut la deuxième épouse du tsarévitch Ivan Ivanovitch, fils et héritier du tsar Ivan le Terrible.
Elle était la fille d'un boyard,  Mikhail Timofeïevitch Petrov, dont la famille était originaire de Riazan et appartenait au clan princier connu plus tard sous le nom de Petrovo-Solovovo. 
En 1574, elle fut choisie par Ivan IV pour épouser son fils. Cependant, elle ne put avoir d'enfants et le tsar les força à divorcer en 1579, l'obligeant à prendre la tonsure pour entrer au couvent à Beloozero, avant de rejoindre au Couvent de l'Intercession à Souzdal la première épouse du tsarévitch, Evdokia Sabourova, qui avait été répudiée pour la même raison. Elle vécut aussi au Monastère de Goritsy.
Vers la fin de sa vie, ses conditions d'existence furent un peu améliorées. Après la mort de Boris Godounov en 1605, elle fut transférée au monastère de l'Ascension de Moscou jouxtant l'enceinte du Kremlin, où elle mourut en 1622.